# NGC 1047
NGC 1047 é uma galáxia espiral (S0-a) localizada na direcção da constelação de Cetus. Possui uma declinação de -08° 08' 50" e uma ascensão recta de 2 horas, 40 minutos e 32,8 segundos.
A galáxia NGC 1047 foi descoberta em 10 de Novembro de 1885 por Lewis A. Swift.